# بخش رادکان
بخش رادکان یکی از بخش های شهرستان چناران استان خراسان رضوی ایران است.

## تقسیمات کشوری
- بخش رادکان
  - دهستان غیاث‌آباد
  - دهستان رادکان

شهرها: رادکان

## جمعیت
براساس سرشماری عمومی نفوس و مسکن در سال ۱۳۹۵، جمعیت این بخش برابر با ۱۰۰۸۷ نفر بوده است.